# Atheta texana
Atheta texana är en skalbaggsart som beskrevs av Thomas Casey 1910. Atheta texana ingår i släktet Atheta och familjen kortvingar. Inga underarter finns listade i Catalogue of Life.